# Sportlimousine

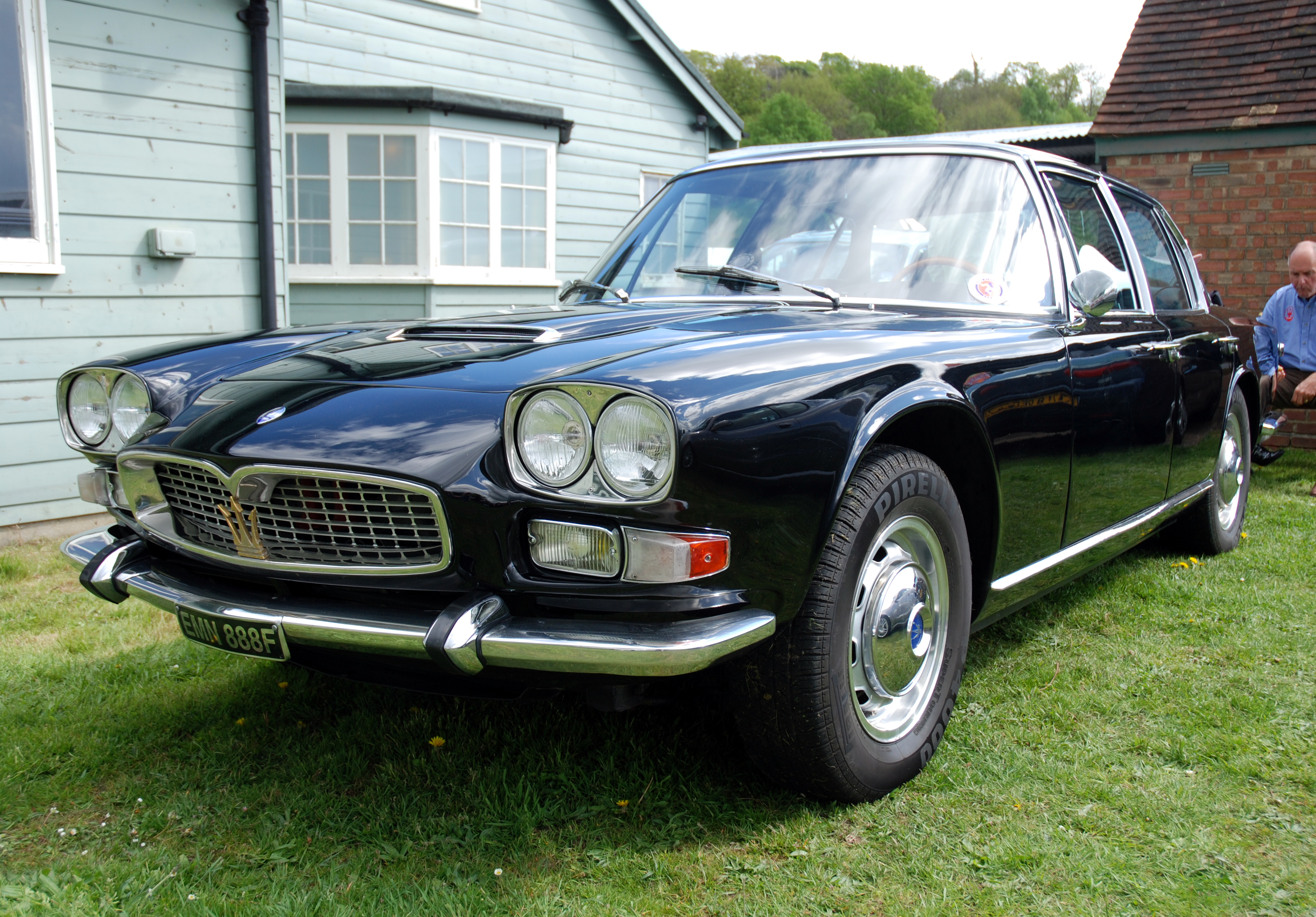
Der Maserati Quattroporte hier in der ersten Baureihe, war eine Sportlimousine der 1960er Jahre.

Sportlimousine ist eine nicht näher definierte und nicht geschützte Bezeichnung für PKW mit leistungsstarken Motorisierungen, die Fahrleistungen  auf dem Niveau eines Sportwagens ermöglichen, aber Karosserie und Ausmaße einer Limousine besitzen.
Manche Sportlimousinen werden auch in einer Kombi-Variante angeboten und dann gern als Sportkombi vermarktet.

## Allgemeines
Einige Sportwagenhersteller bieten auch Limousinen mit hohen Fahrleistungen an, die technisch auf Sportwagenmodellen basieren. Diese sind jedoch keine Sportwagen im eigentlichen Sinne, sondern in der Regel eher Sportlimousinen oder sportliche Luxuslimousinen. Ein Auto dieser Art war der Maserati Quattroporte aus dem Jahre 1963, mit 230 km/h damals die schnellste Limousine der Welt und jetzt in sechster Generation im Programm.

## Definitionsversuche
In der Automobilgeschichte gab es immer wieder Versuche, bestimmte Personenwagenaufbauten und Karosseriebauformen genauer zu definieren und voneinander abzugrenzen. Für die Sportlimousine hat sich letztlich keine einheitliche, verbindliche, längere Zeit überdauernde Definition herausgebildet; alle Definitionsversuche sind jeweils im historischen Kontext zu sehen und mitunter von subjektiven Kriterien des jeweiligen Autors geprägt.
So charakterisiert beispielhaft eine Quelle aus dem Jahr 1952 in dem Kapitel „Die wichtigsten Personenwagenaufbauten“ die Sportlimousine wie folgt:
„Geschlossener Aufbau mit verkürztem Innenraum, 1–2 Sitzreihen, 2–4 Sitze, 2 Türen. Leichtbau. Verstärkter Motor. In Deutschland und romanischen Ländern üblich.“
Nach dieser Definition bzw. dieser Quelle wären alle viertürigen Limousinen also allenfalls „sportliche Limousinen“, aber keine „Sportlimousinen“ in diesem Sinne. Allerdings nennt diese Quelle als eigenen Personenwagenaufbau noch den Sportsedan:
„Geschlossener Aufbau, 1–2 Sitzreihen, 4–6 Sitze, 4 Türen.  Nur in USA üblich.“

## Beispiele

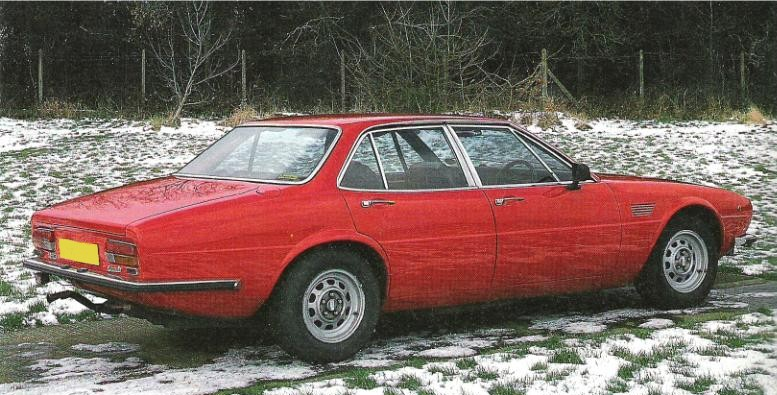
De Tomaso Deauville (1972)
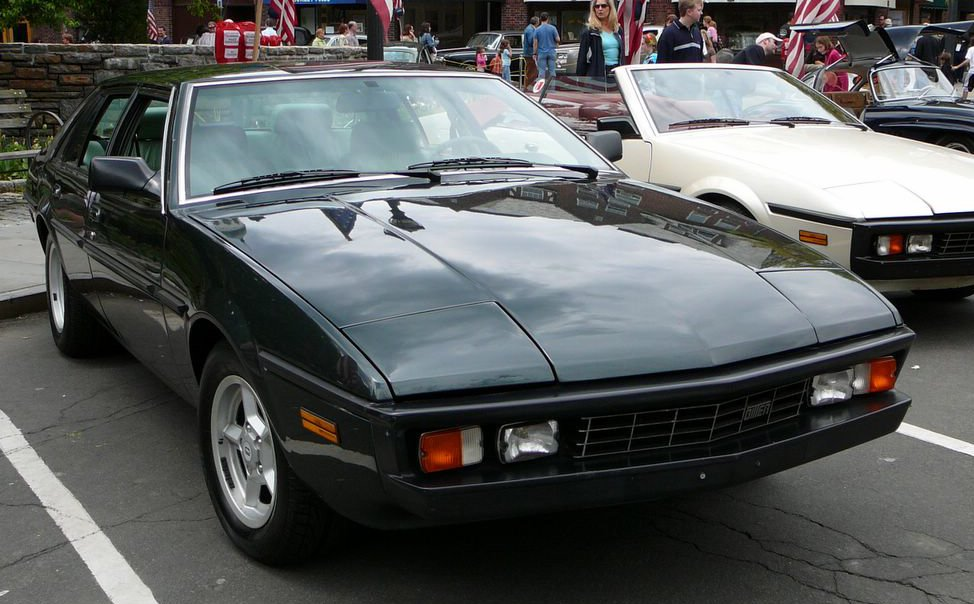
Bitter SC Sedan (1986)
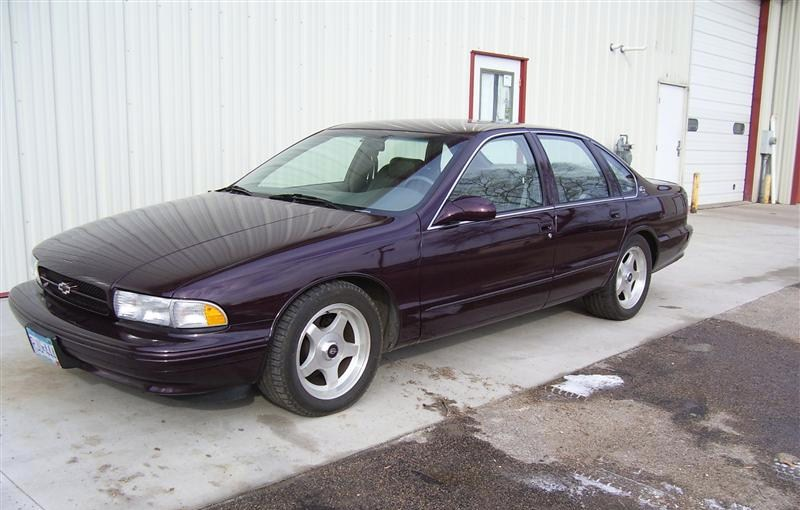
Chevrolet Impala SS (1996)
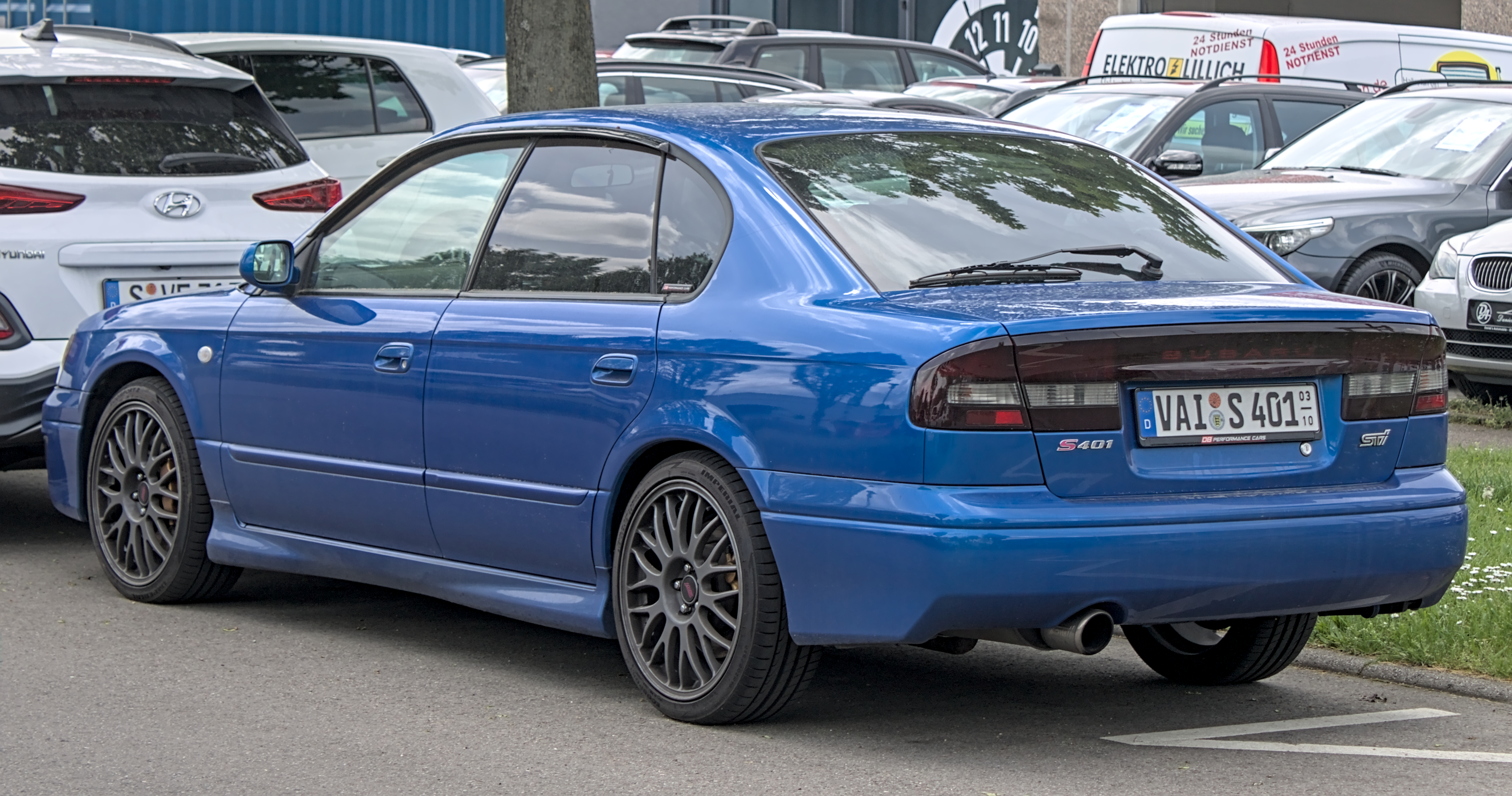
Subaru Legacy S401 (1998)
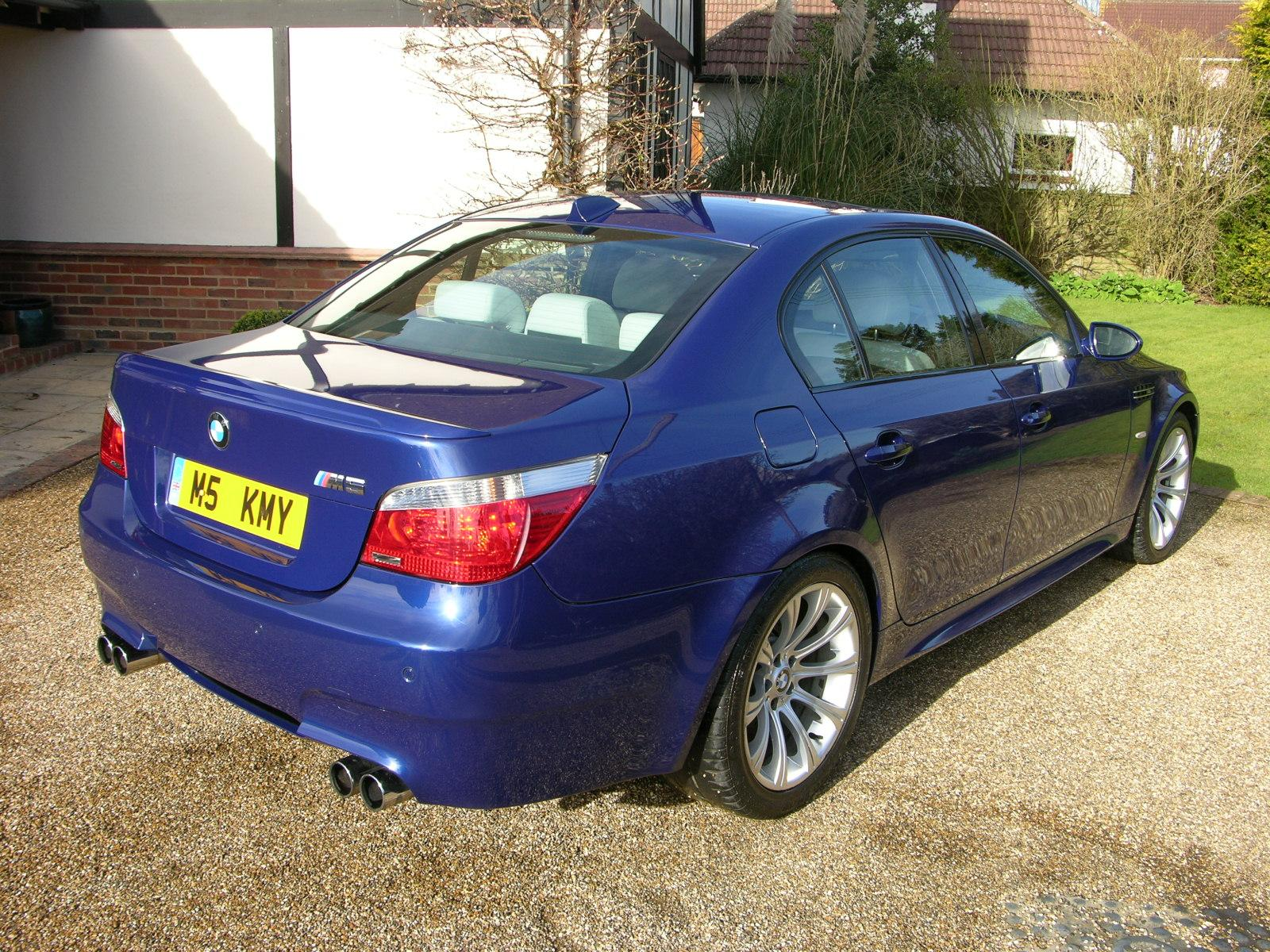
BMW M5 (2005)
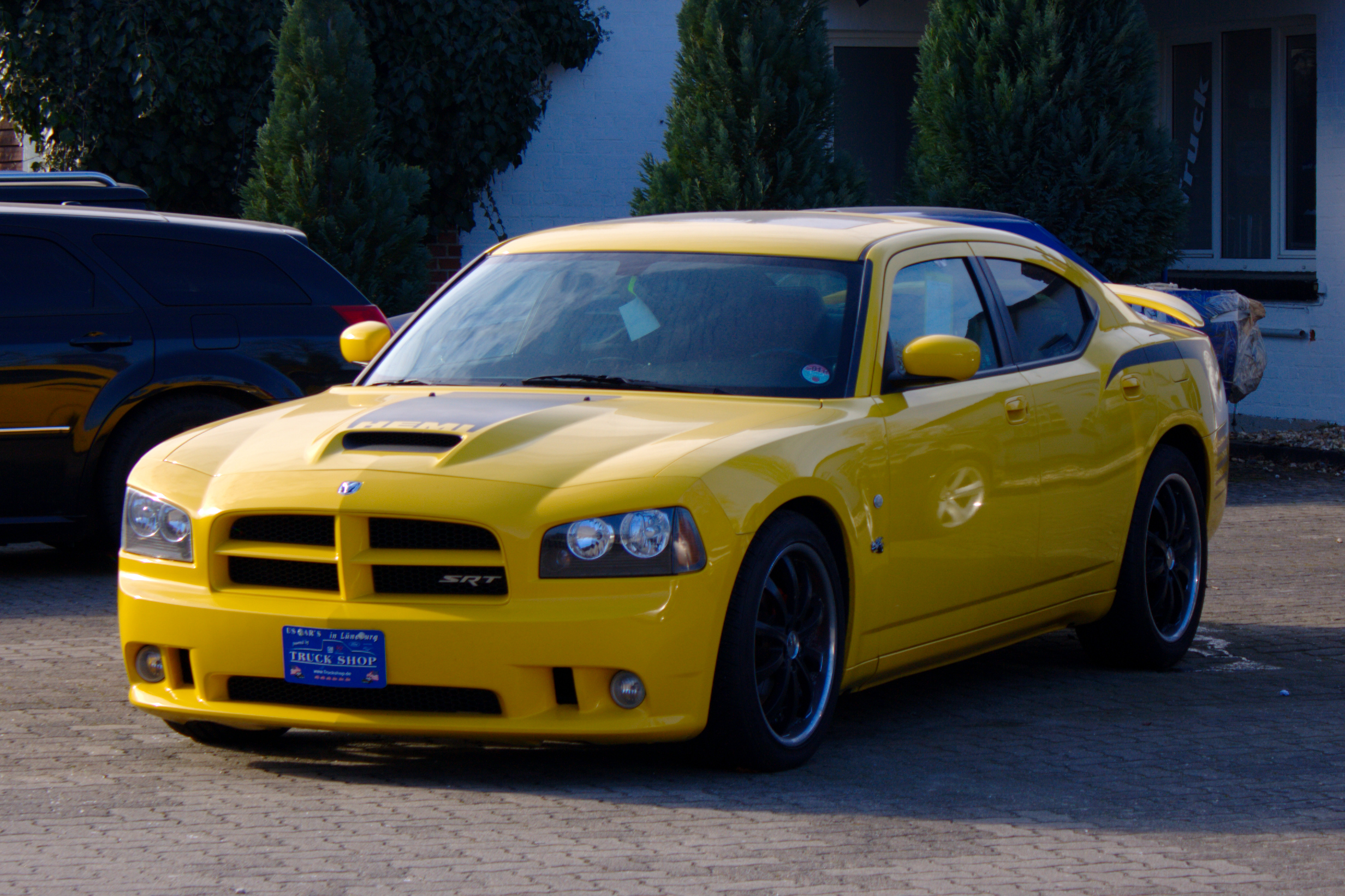
Dodge Charger Super Bee (2007)
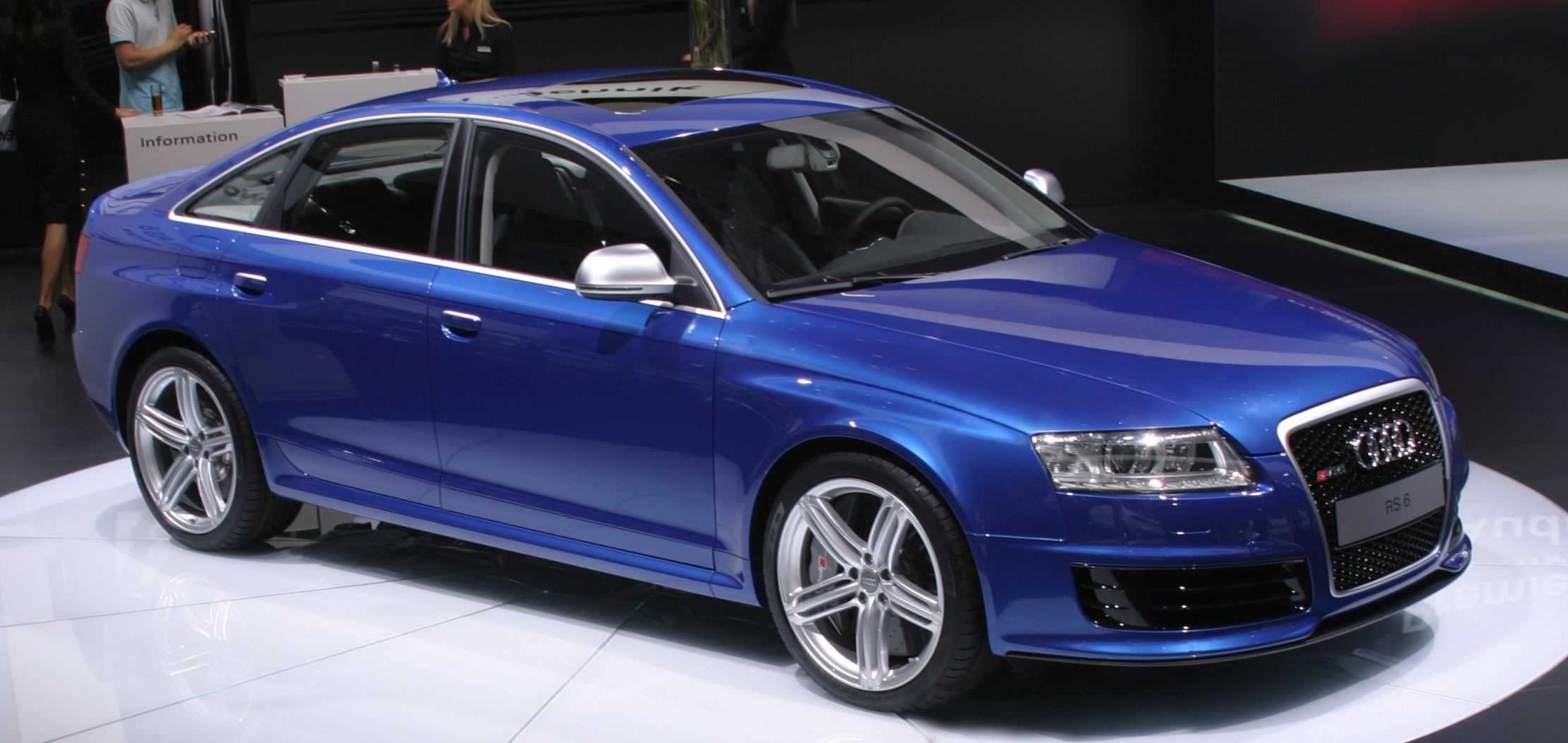
Audi RS6 (2008)
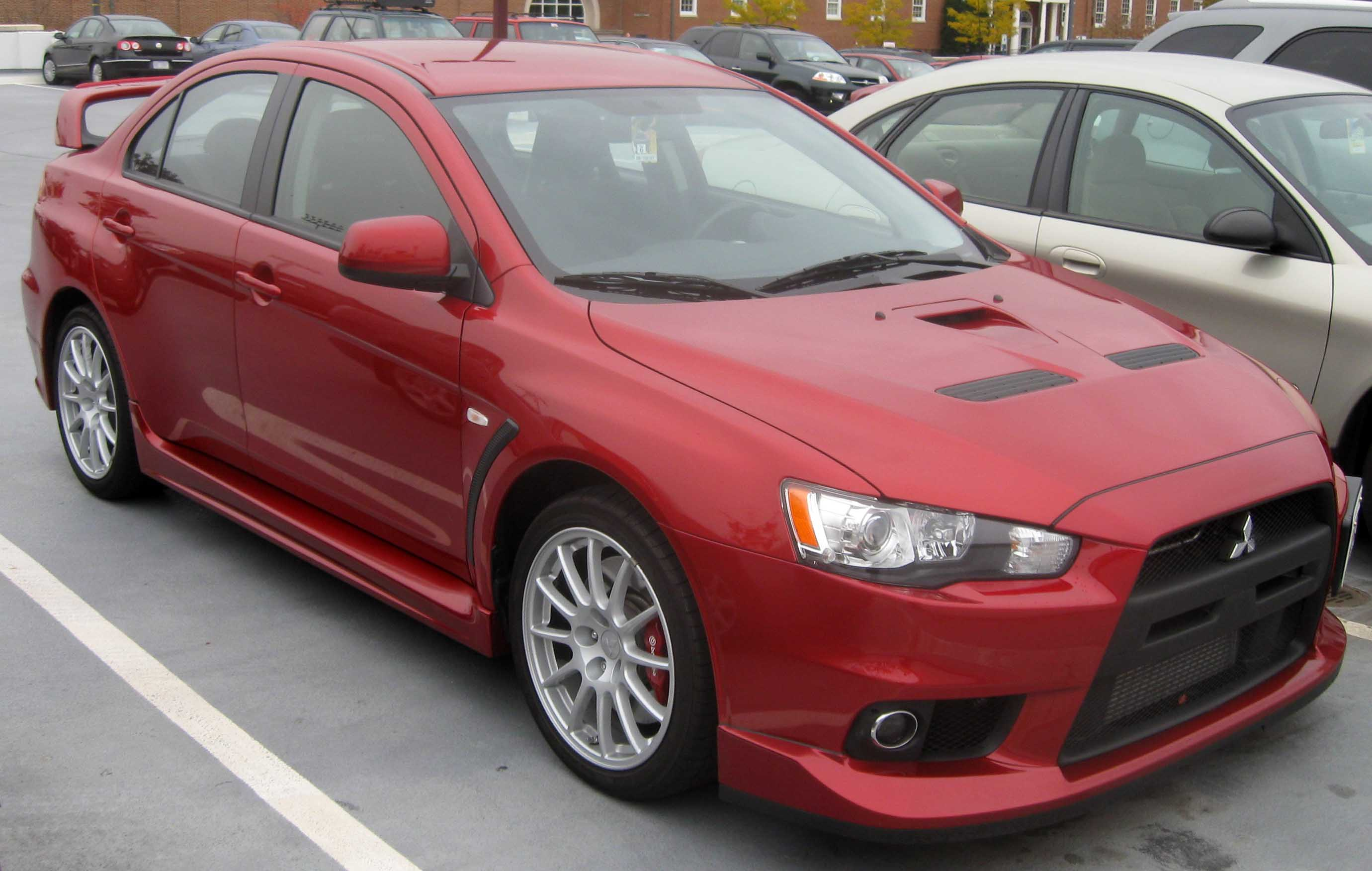
Mitsubishi Lancer Evolution X (2008)
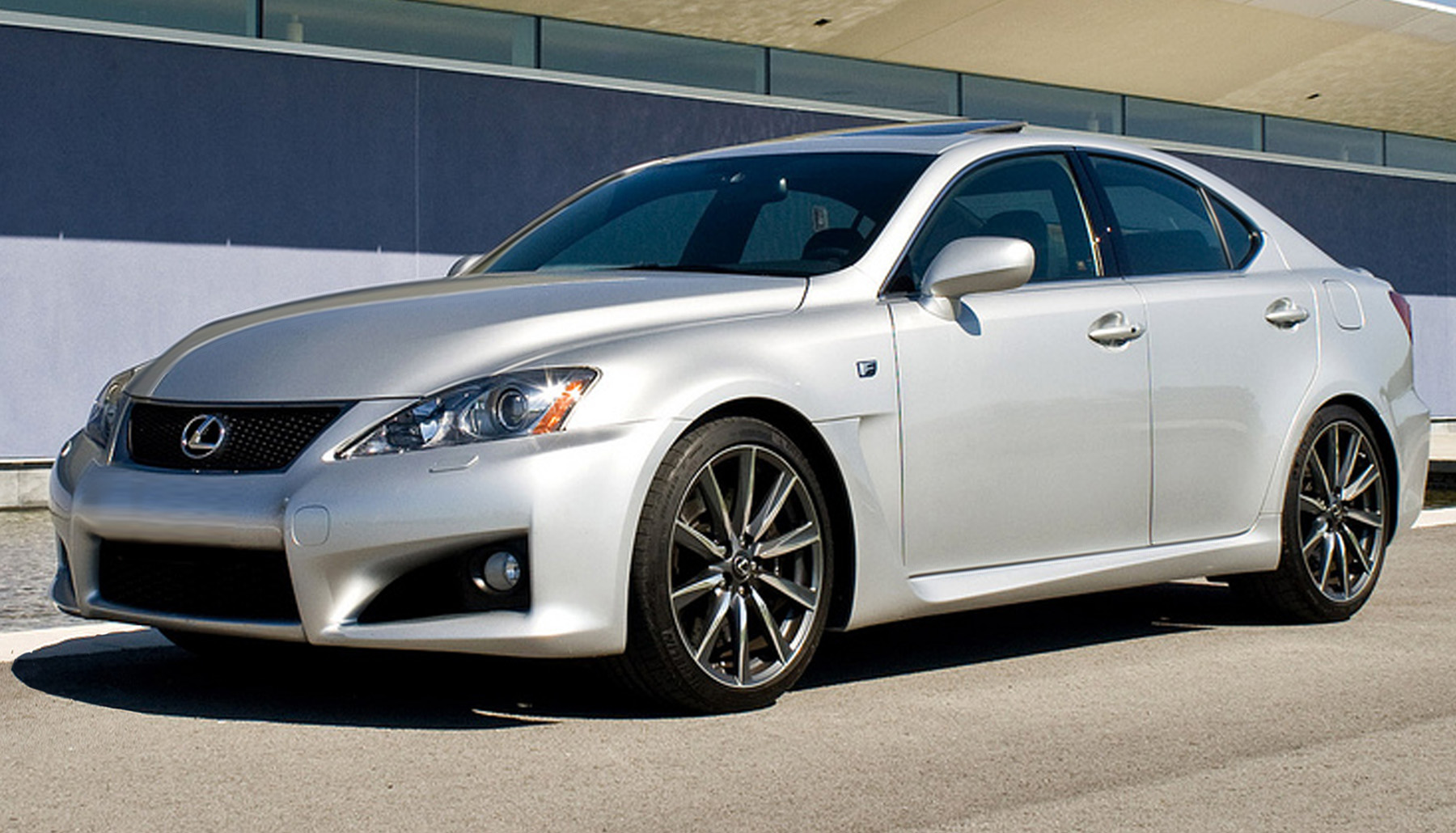
Lexus IS F (2009)
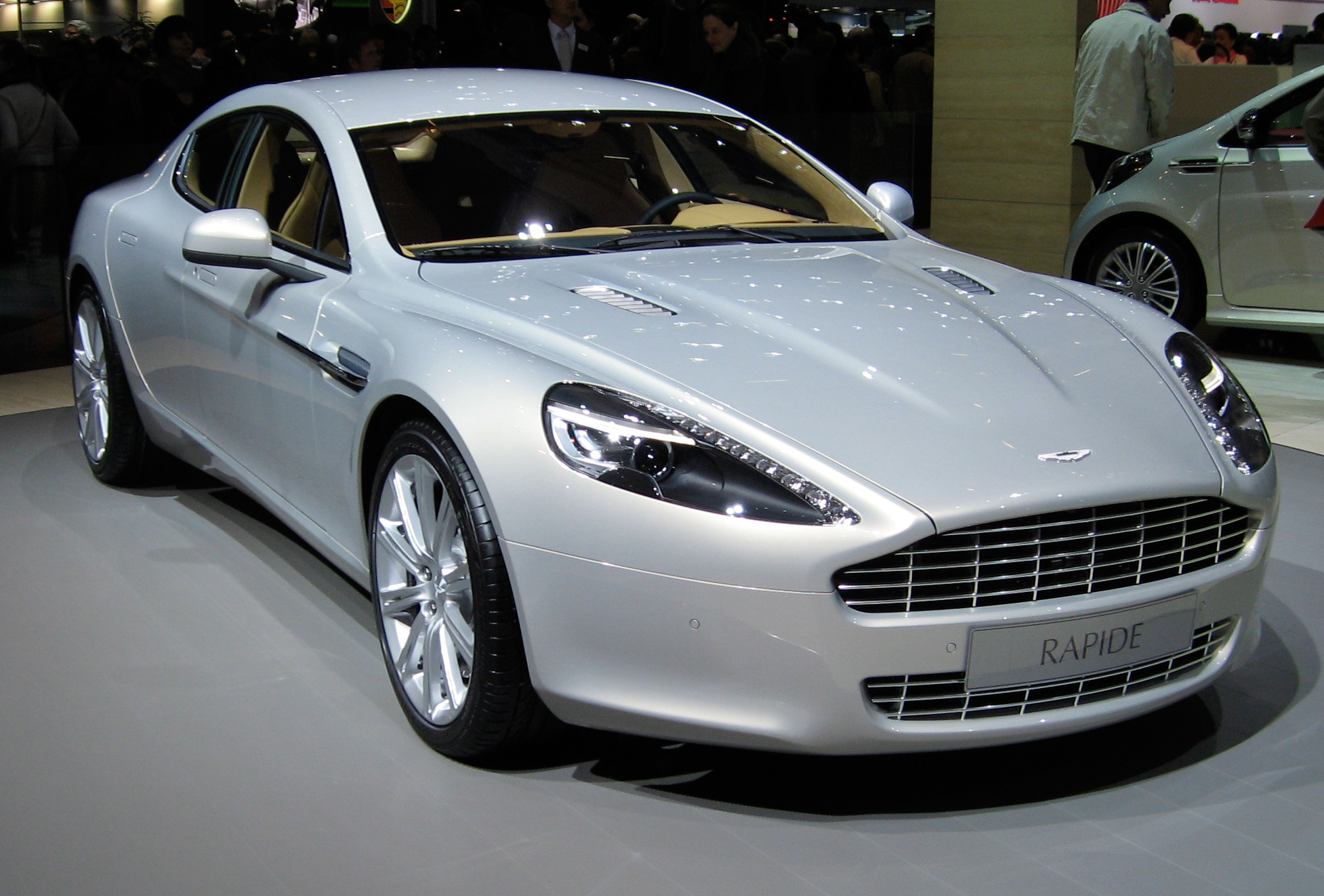
Aston Martin Rapide (2010)
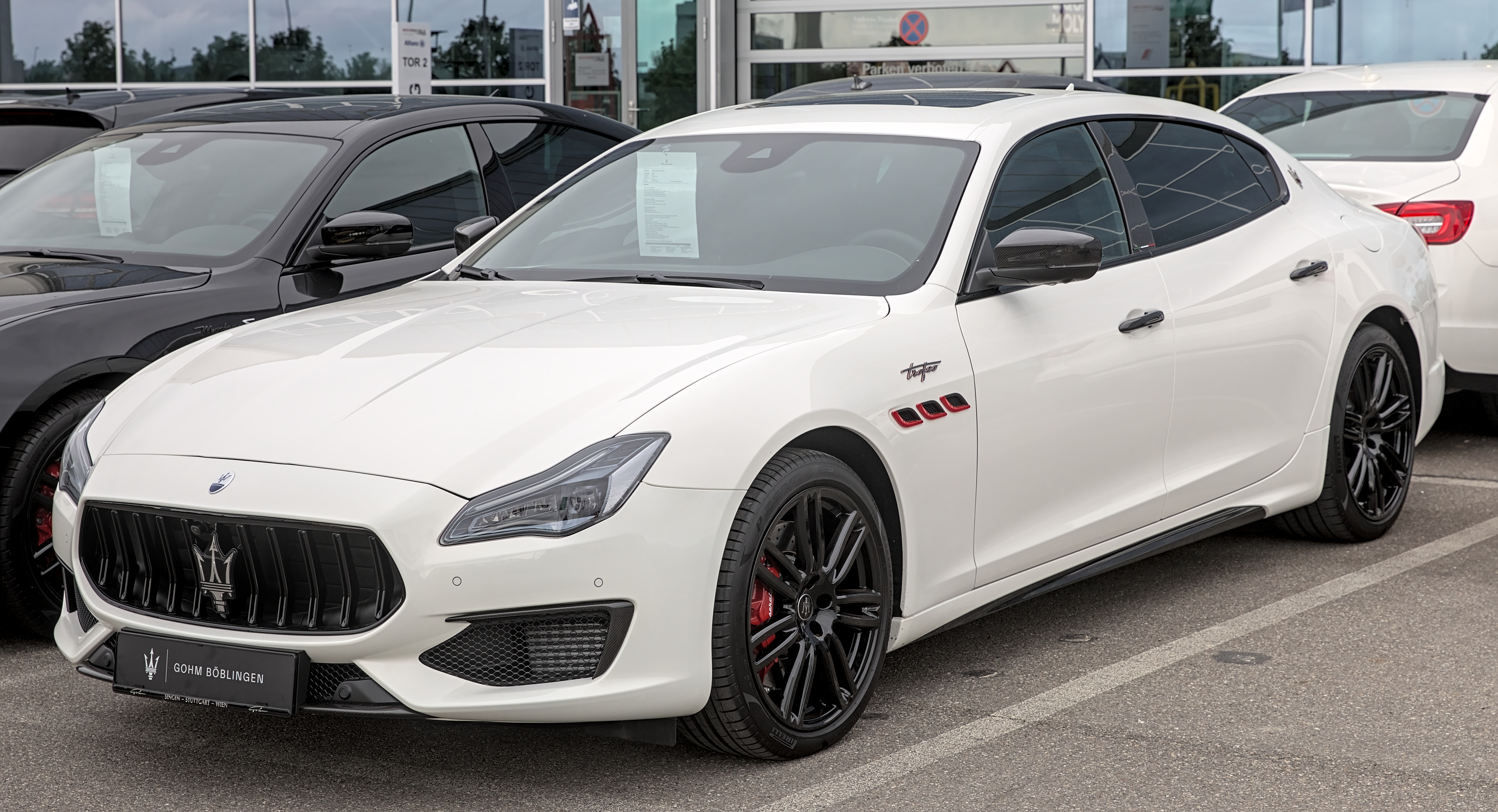
Maserati Quattroporte (2013)
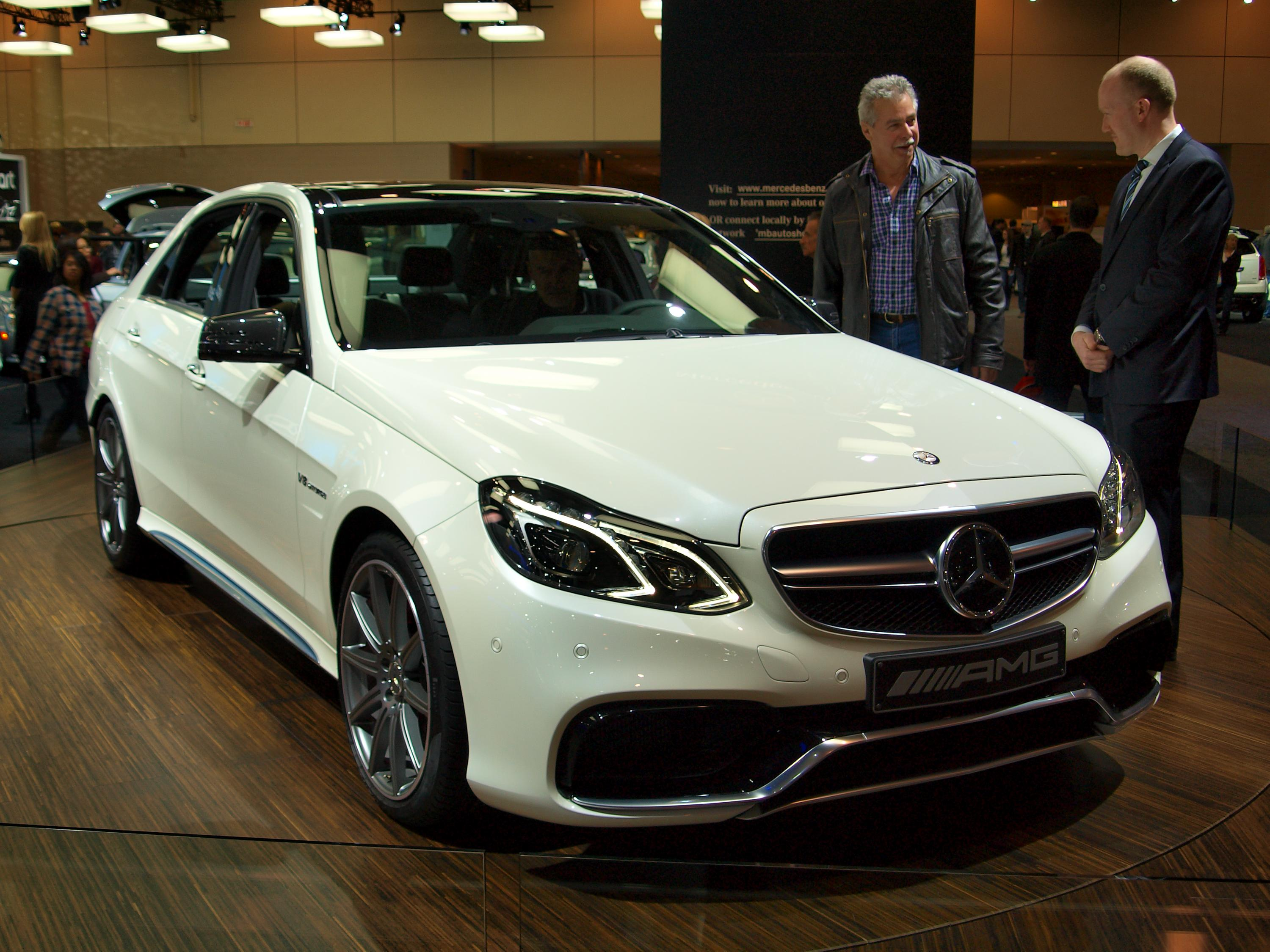
Mercedes E 63 AMG (2013)
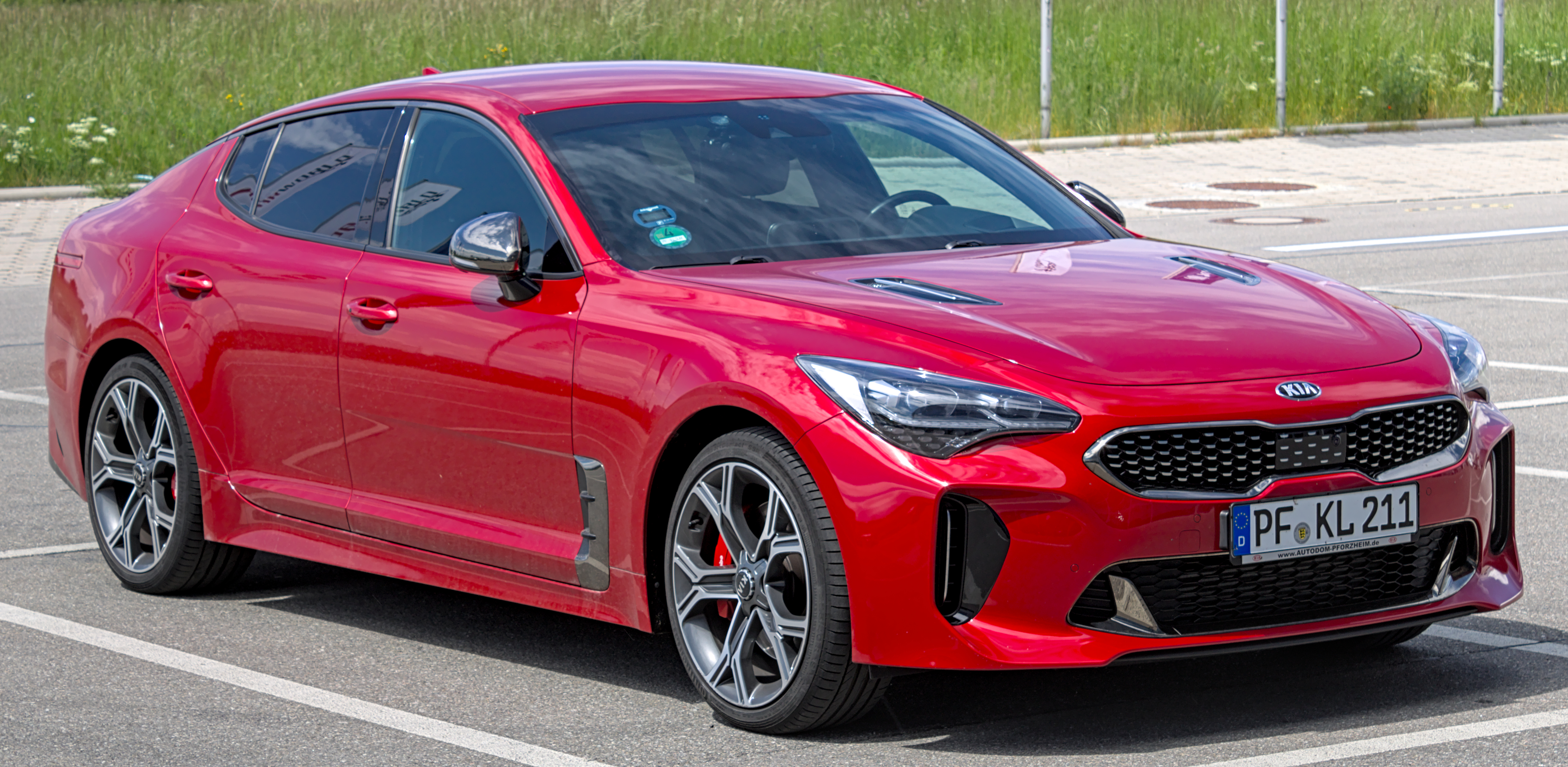
Kia Stinger (ab 2017)
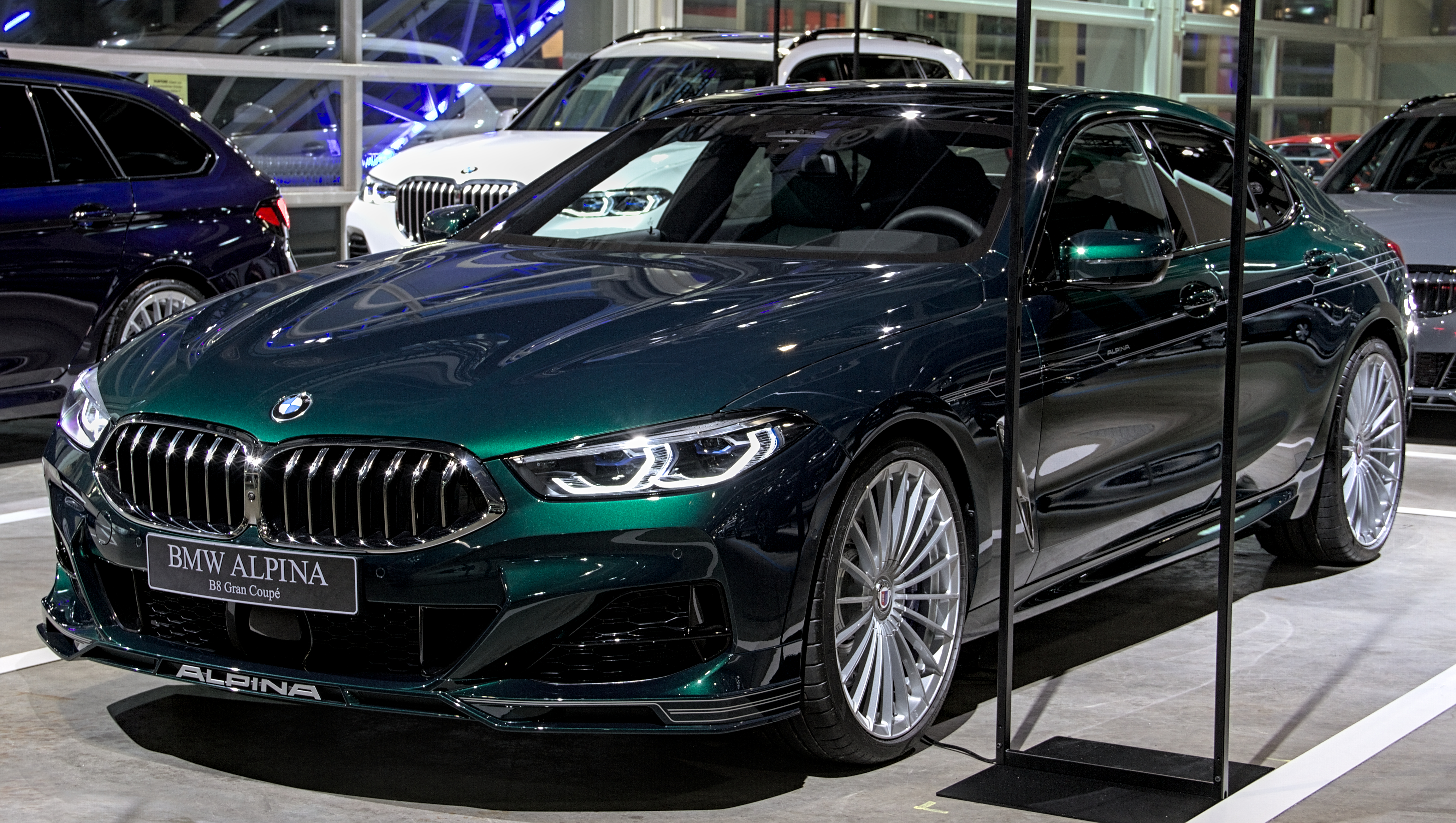
Alpina B8 (ab 2021)